# Francia ai Giochi olimpici
La Francia ha partecipato ad ogni celebrazione dei Giochi olimpici, sebbene la partecipazione ai giochi del 1904 sia dubbia, essendo legata alla presenza di Albert Coray, che da alcune fonti è considerato statunitense e da altri francese.
La Francia è stata padrone di casa ai Giochi in sei occasioni:
- Olimpiadi estive del 1900 a Parigi
- Olimpiadi invernali del 1924 a Chamonix
- Olimpiadi estive del 1924 a Parigi
- Olimpiadi invernali del 1968 a Grenoble
- Olimpiadi invernali del 1992 a Albertville
- Olimpiadi estive del 2024 a Parigi

Gli atleti francesi hanno vinto per un totale di 751 medaglie ai Giochi olimpici estivi. Gli sport che hanno dato più medaglie sono scherma e ciclismo.  La Francia ha vinto inoltre 138 medaglie ai Giochi olimpici invernali, la maggior parte delle quali date dallo sci alpino.
Il Comitato Nazionale Olimpico e Sportivo Francese venne fondato e riconosciuto nel 1894.

## Medaglieri

### Medaglie ai giochi estivi

Variazione del numero di medaglie francesi alle Olimpiadi estive dal 1896 al 2012.

Dati aggiornati all'11 agosto 2024
| Giochi                          | Oro | Argento | Bronzo | Totale |
| ------------------------------- | --- | ------- | ------ | ------ |
| 1896 Atene                      | 5   | 4       | 2      | 11     |
| 1900 Parigi (nazione ospitante) | 27  | 41      | 34     | 102    |
| 1904 St. Louis                  | 0   | 1       | 0      | 1      |
| 1908 Londra                     | 5   | 5       | 9      | 19     |
| 1912 Stoccolma                  | 7   | 4       | 3      | 14     |
| 1920 Antwerp                    | 9   | 19      | 13     | 41     |
| 1924 Parigi (nazione ospitante) | 13  | 15      | 10     | 38     |
| 1928 Amsterdam                  | 6   | 10      | 5      | 21     |
| 1932 Los Angeles                | 10  | 5       | 4      | 19     |
| 1936 Berlino                    | 7   | 6       | 6      | 19     |
| 1948 Londra                     | 10  | 6       | 13     | 29     |
| 1952 Helsinki                   | 6   | 6       | 6      | 18     |
| 1956 Melbourne/Stoccolma        | 4   | 4       | 6      | 14     |
| 1960 Roma                       | 0   | 2       | 3      | 5      |
| 1964 Tokyo                      | 1   | 8       | 6      | 15     |
| 1968 Città del Messico          | 7   | 3       | 5      | 15     |
| 1972 Monaco                     | 2   | 4       | 7      | 13     |
| 1976 Montreal                   | 2   | 3       | 4      | 9      |
| 1980 Mosca                      | 6   | 5       | 3      | 14     |
| 1984 Los Angeles                | 5   | 7       | 16     | 28     |
| 1988 Seul                       | 6   | 4       | 6      | 16     |
| 1992 Barcellona                 | 8   | 5       | 16     | 29     |
| 1996 Atlanta                    | 15  | 7       | 15     | 37     |
| 2000 Sydney                     | 13  | 14      | 11     | 38     |
| 2004 Atene                      | 11  | 9       | 13     | 33     |
| 2008 Pechino                    | 7   | 16      | 20     | 43     |
| 2012 Londra                     | 11  | 11      | 13     | 35     |
| 2016 Rio de Janeiro             | 10  | 18      | 14     | 42     |
| 2020 Tokyo                      | 10  | 12      | 11     | 33     |
| 2024 Parigi (nazione ospitante) | 16  | 26      | 22     | 64     |
| Totale                          | 239 | 280     | 296    | 815    |

### Medaglie alle Olimpiadi invernali

Variazione del numero di medaglie francesi alle Olimpiadi invernali dal 1924 al 2014.

| Giochi                               | Oro | Argento | Bronzo | Totale |
| ------------------------------------ | --- | ------- | ------ | ------ |
| 1924 Chamonix (nazione ospitante)    | 0   | 0       | 3      | 3      |
| 1928 St. Moritz                      | 1   | 0       | 0      | 1      |
| 1932 Lake Placid                     | 1   | 0       | 0      | 1      |
| 1936 Garmisch-Partenkirchen          | 0   | 0       | 1      | 1      |
| 1948 St. Moritz                      | 2   | 1       | 2      | 5      |
| 1952 Oslo                            | 0   | 0       | 1      | 1      |
| 1956 Cortina d'Ampezzo               | 0   | 0       | 0      | 0      |
| 1960 Squaw Valley                    | 1   | 0       | 2      | 3      |
| 1964 Innsbruck                       | 3   | 4       | 0      | 7      |
| 1968 Grenoble (nazione ospitante)    | 4   | 3       | 2      | 9      |
| 1972 Sapporo                         | 0   | 1       | 2      | 3      |
| 1976 Innsbruck                       | 0   | 0       | 1      | 1      |
| 1980 Lake Placid                     | 0   | 0       | 1      | 1      |
| 1984 Sarajevo                        | 0   | 1       | 2      | 3      |
| 1988 Calgary                         | 1   | 0       | 1      | 2      |
| 1992 Albertville (nazione ospitante) | 3   | 5       | 1      | 9      |
| 1994 Lillehammer                     | 0   | 1       | 4      | 5      |
| 1998 Nagano                          | 2   | 1       | 5      | 8      |
| 2002 Salt Lake City                  | 4   | 5       | 2      | 11     |
| 2006 Torino                          | 3   | 2       | 4      | 9      |
| 2010 Vancouver                       | 2   | 3       | 6      | 11     |
| 2014 Soči                            | 4   | 4       | 7      | 15     |
| 2018 Pyeongchang                     | 5   | 4       | 6      | 15     |
| 2022 Pechino                         | 5   | 7       | 2      | 14     |
| Totale                               | 41  | 42      | 55     | 138    |

### Medaglie per disciplina

#### Olimpiadi estive
Dati aggiornati a tutto Tokyo 2020, in giallo lo sport nel quale la Francia è anche leader assoluto.
| Sport               | Oro | Argento | Bronzo | Totale |
| ------------------- | --- | ------- | ------ | ------ |
| Scherma             | 44  | 43      | 36     | 123    |
| Ciclismo            | 41  | 27      | 25     | 94     |
| Judo                | 16  | 13      | 28     | 57     |
| Atletica            | 14  | 27      | 30     | 71     |
| Equitazione         | 14  | 13      | 11     | 38     |
| Vela                | 13  | 13      | 18     | 44     |
| Tiro a segno/a volo | 10  | 14      | 10     | 34     |
| Sollevamento pesi   | 9   | 3       | 3      | 15     |
| Nuoto               | 8   | 16      | 20     | 44     |
| Canottaggio         | 8   | 15      | 13     | 36     |
| Canoa/kayak         | 8   | 8       | 19     | 37     |
| Tiro con l'arco     | 7   | 12      | 8      | 27     |
| Pugilato            | 6   | 9       | 10     | 25     |
| Tennis              | 5   | 6       | 8      | 19     |
| Lotta               | 4   | 4       | 10     | 17     |
| Pallamano           | 4   | 2       | 1      | 7      |
| Ginnastica          | 3   | 10      | 9      | 22     |
| Croquet             | 3   | 2       | 2      | 7      |
| Rugby               | 1   | 2       | 0      | 3      |
| Calcio              | 1   | 1       | 0      | 2      |
| Pallanuoto          | 1   | 0       | 3      | 4      |
| Karate              | 1   | 0       | 0      | 1      |
| Motonautica         | 1   | 0       | 0      | 1      |
| Pallavolo           | 1   | 0       | 0      | 1      |
| Pallacanestro       | 0   | 4       | 1      | 5      |
| Taekwondo           | 0   | 3       | 5      | 8      |
| Pentathlon moderno  | 0   | 1       | 2      | 3      |
| Tennis tavolo       | 0   | 1       | 1      | 2      |
| Pelota basca        | 0   | 1       | 0      | 1      |
| Cricket             | 0   | 1       | 0      | 1      |
| Tuffi               | 0   | 1       | 0      | 1      |
| Rugby a 7           | 0   | 1       | 0      | 1      |
| Tiro alla fune      | 0   | 1       | 0      | 1      |
| Nuoto sincronizzato | 0   | 0       | 1      | 1      |
| Triathlon           | 0   | 0       | 1      | 1      |
| Totale              | 223 | 254     | 274    | 751    |

### Medaglie negli sport invernali
| Sport                 | Oro | Argento | Bronzo | Totale |
| --------------------- | --- | ------- | ------ | ------ |
| Sci alpino            | 16  | 17      | 18     | 51     |
| Biathlon              | 12  | 9       | 12     | 33     |
| Snowboard             | 4   | 5       | 4      | 13     |
| Pattinaggio di figura | 4   | 3       | 7      | 14     |
| Freestyle             | 3   | 6       | 6      | 15     |
| Combinata nordica     | 2   | 1       | 1      | 4      |
| Sci di fondo          | 0   | 1       | 4      | 5      |
| Bob                   | 0   | 0       | 1      | 1      |
| Curling               | 0   | 0       | 1      | 1      |
| Salto con gli sci     | 0   | 0       | 1      | 1      |
| Totale                | 41  | 42      | 55     | 138    |